# ماك برانسون
ماك برانسون (بالإنجليزية: Mac Brunson)‏ هو قس وكاهن أمريكي، ولد في 20 سبتمبر 1957 في غرينوود في الولايات المتحدة.